# Guaros de Lara
Guaros de Lara es un equipo profesional de baloncesto venezolano con sede en Barquisimeto, Estado Lara. Compiten en la Conferencia Occidental de la Superliga Profesional de Baloncesto (SPB) y disputan sus partidos como locales en el Domo Bolivariano.
Junto a Trotamundos de Carabobo, es uno de los clubes de la Superliga Profesional de Baloncesto que posee títulos internacionales. Además es junto al Flamengo uno de los únicos clubes que han ganado la Copa Intercontinental, Liga Sudamericana de Clubes y la Liga de las Américas.

## Historia

### Antecedentes
En 1982 Flavio Fridegotto decide vender el equipo Colosos de Carabobo, lo que propicia su mudanza a la ciudad de Acarigua denominándose Bravos de Portuguesa. Más adelante, en 1993, se mudan a Barquisimeto para conformar la franquicia Malteros de Lara, que dos años más tarde pasaría a denominarse Bravos de Lara.
La vuelta de Carl Herrera a la franquicia motivó una nueva mudanza del equipo, esta vez a la ciudad de Guanare, motivo por el que retoman el nombre Bravos de Portuguesa.

### Nacimiento de la franquicia y éxitos posteriores
En 2003, Carlos García Ibáñez compra el equipo Bravos de Portuguesa y lo muda de vuelta a Barquisimeto, otorgándole el nombre de Guaros de Lara. 
Inició su trayectoria como franquicia en 2003. Fue subcampeón en las ediciones de 2005 (ante Marinos de Anzoátegui) y 2006 (ante Trotamundos de Carabobo).
En 2012 el empresario larense Jorge Hernández Fernández, compra el equipo a Carlos García para iniciar otra etapa en la historia del club.
De nuevo, en 2015 conseguirían su tercera final, aunque cayendo en cinco juegos nuevamente ante Marinos de Anzoátegui.
En 2016, el equipo se consagró campeón de la Liga de las Américas tras vencer en la final al Baurú en el Domo Bolivariano de Barquisimeto. De esta manera, Guaros de Lara se convirtió en el primer equipo venezolano en ganar la Liga de las Américas de baloncesto y en el segundo equipo venezolano (junto con Trotamundos de Carabobo) en ganar un torneo de magnitud internacional. Posteriormente en Frankfurt, Alemania, Guaros de Lara conquistó la Copa Intercontinental FIBA 2016 al vencer a su similar del Fraport Skyliners alemán, el representante de la tercera competición europea en importancia tras la escisión de la FIBA y la Euroliga, con marcador de 74-69. Esto fue un hito en la historia del baloncesto venezolano.
En 2017, Guaros de Lara volvieron a dejar su impronta en la historia del baloncesto venezolano y su imagen a nivel internacional al retener el título de campeones de la Liga de las Américas, derrotando en la final al Bahía Basket de Argentina en el Domo Bolivariano, con marcador de 88-65. El resultado le permitió al club convertirse en el primero en lograr este prestigioso título en años consecutivos y ser el segundo equipo bicampeón tras Peñarol de Mar del Plata de Argentina (2007-2008, 2009-2010), así como quedarse con su tercer cetro internacional (Liga de las Américas 2016 y 2017 y Copa Intercontinental FIBA 2016). Ese mismo año, logran obtener su primer campeonato de la Liga Profesional de Baloncesto de Venezuela al derrotar a Marinos de Anzoátegui en seis juegos. Es también en ese año cuando el equipo larense disputó la final de la Copa Intercontinental FIBA 2017, en la que no pudieron revalidar el título al caer 76-71 contra el Iberostar Tenerife de España.
Pero eso no sería todo para el conjunto alado en el 2017, pues pudieron obtener el título que faltaba en sus vitrinas, al coronarse campeón de la Liga Sudamericana de Clubes 2017, al vencer en cuatro juegos al Club Estudiantes Concordia de Argentina. Así, Guaros concluyó un año de éxitos, al conseguir tres títulos de cuatro posibles.

### En la actualidad
En el 2019 el equipo de Guaros como parte de la selección nacional venezolana de Baloncesto clasificó invicto en la Liga de Las Américas 2019, participó en los Juegos Panamericanos Lima y la copa Verona. Luego participó en el  la Copa Mundial de Baloncesto celebrada en China logrando el puesto 14 del mundo entrando en el top 20 mundial. En su participación del Mundial de China 2019, venció al país anfitrión y por primera vez en la historia, un equipo venezolano clasificó a la segunda ronda en un Mundial de Baloncesto. La selección se retira del mundial ante su caída ante Argentina.
El 20 de septiembre del 2019, el presidente del Comité Olímpico Venezolano Eduardo Álvarez, y el presidente de la organización Guaros de Lara, Jorge Hernández Fernández, suscribieron un convenio de comercialización, imagen y comunicaciones con el fin de apoyar a los atletas, entrenadores y federaciones deportivas venezolanas que se preparan para participar en los juegos olímpicos de Tokio 2020 y los atletas que formarán parte de la delegación venezolana en los próximos juegos olímpicos de París 2024. Según Jorge Hernandez Fernandez, el convenio se logró gracias al trabajo destacado de Guaros de Lara y la selección de baloncesto durante el 2018 y 2019.

## Pabellón

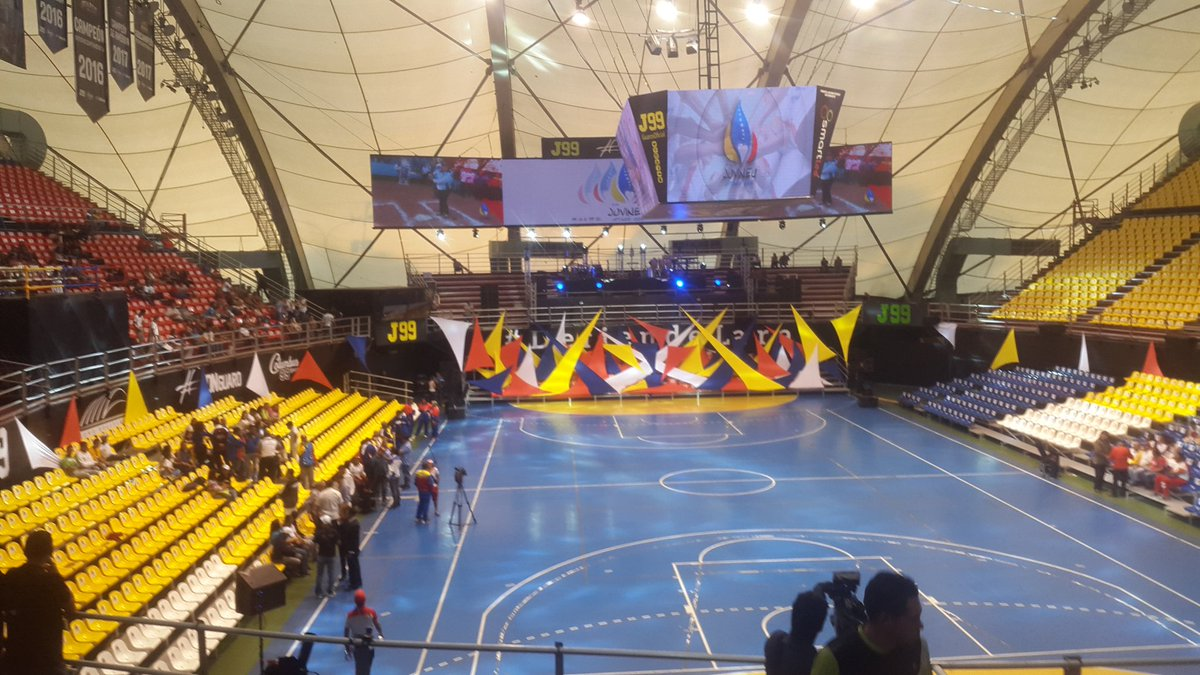
Vista del Domo Bolivariano.

El Domo Bolivariano es un pabellón cubierto multiusos construido en 1987. Es utilizado principalmente para el baloncesto. Debe su nombre al político y militar venezolano Simón Bolívar. Fue construido para los Juegos Bolivarianos celebrados en la ciudad de Barquisimeto en los años 80. Está ubicado en la avenida Libertador de la ciudad de Barquisimeto, en el estado Lara, situado al centro-occidente de Venezuela. Es una instalación de propiedad pública administrada por el gobierno del estado de Lara a través de Fundela (Fundación para el Deporte del Estado Lara). Posee una capacidad aproximada de 10 000 espectadores. Sirve de sede para el equipo local venezolano de baloncesto Guaros de Lara uno de los 10 pertenecientes a la Liga Profesional de Baloncesto de Venezuela. Posee oficinas administrativas, áreas de competencia, vestuarios, baños, restaurantes, cafetines, servicio de enfermería, gimnasio, depósitos, dos canchas alternas, dos estacionamientos y dos entradas con 4 puertas de acceso cada una. El Domo puede ser usado alternativamente para practicar otros deportes como el fútbol sala, balonmano, voleibol, boxeo y hockey sala

## Jugadores

### Plantilla 2023
| Num                        | Nac.                      | Jugador           | Pos  | Altura | Edad    |
| 1                          | Bandera de Venezuela      | Rubén González    | A-AP | 1,92 m | 21 años |
| 3                          | Bandera de Venezuela      | Luis Moreno       | B    | 1,78 m | 22 años |
| 4                          | Bandera de Polonia        | A.J. Slaughter    | E    | 1,91 m | 35 años |
| 5                          | Bandera de Estados Unidos | Jermaine Love     | B-E  | 1,88 m | 34 años |
| 9                          | Bandera de Venezuela      | Heldrin Guillent  | B    | 1,80 m | 26 años |
| 10                         | Bandera de Venezuela      | José Vargas       | A-P  | 1,96 m | 41 años |
| 11                         | Bandera de Venezuela      | Omar Márquez      | E    | 1,92 m | 23 años |
| 12                         | Bandera de Colombia       | Juan Tello        | A-P  | 2,05 m | 38 años |
| 14                         | Bandera de Venezuela      | Yoeser Valera     | E    | 1,86 m | 26 años |
| 15                         | Bandera de Venezuela      | Miguel Ruíz       | A-P  | 2,02 m | 32 años |
| 16                         | Bandera de Estados Unidos | Rodney Green      | B-E  | 1,96 m | 35 años |
| 19                         | Bandera de Venezuela      | Heissler Guillent | B    | 1,83 m | 36 años |
| 23                         | Bandera del Reino Unido   | Prince Ibeh       | P    | 2,06 m | 29 años |
| 24                         | Bandera de Estados Unidos | Marvelle Harris   | E    | 1,93 m | 29 años |
| 30                         | Bandera de Venezuela      | Allan Cabrera     | A    | 1,82 m | 24 años |
| 32                         | Bandera de Venezuela      | Erick Rodríguez   | P    | 2,01 m | 24 años |
| 33                         | Bandera de Cuba           | Pedro Bombino     | P    | 2,06 m | 23 años |
| 90                         | Bandera de Estados Unidos | Jamil Wilson      | A    | 2,01 m | 32 años |
| Entrenador: Yonaiker Ecker |                           |                   |      |        |         |

## Palmarés

### Torneos nacionales
- Superliga Profesional de Baloncesto (2): 2017 y 2018.
  - Subcampeón (5): 2005, 2006, 2015, 2019 y 2023.
- Títulos de Conferencia (1): 2023.
- Liga Nacional de Baloncesto de Venezuela (3): 2014, 2015 y 2017.                         
  - Subcampeón (1): 2016.

### Torneos internacionales
- Liga de las Americas (2): 2016 y 2017.
  - Subcampeón (1): 2019.
- Copa Intercontinental FIBA (1): 2016.
  - Subcampeón (1): 2017.
- Liga Sudamericana de Clubes (1): 2017.